# Simon Rhein
Simon Rhein (* 18. Mai 1998 in Hilden) ist ein deutscher Fußballspieler. Er steht seit Januar 2021 bei Hansa Rostock unter Vertrag.

## Karriere
Rhein begann beim Düsseldorfer Stadtteilklub SC Unterbach mit dem Fußballspielen. Als Siebenjährigen nahm ihn der Bundesligist Bayer 04 Leverkusen in seinem Nachwuchsleistungszentrum auf, wo der Mittelfeldspieler bis zur U19 ausgebildet wurde.
Zur Saison 2017/18 verpflichtete ihn der Zweitligist 1. FC Nürnberg, nachdem der im Scouting-Bereich des FCN tätige Ex-Spieler Dieter Nüssing seine Empfehlung gegeben hatte. Dort spielte Rhein zunächst für die zweite Mannschaft in der Regionalliga Bayern, wo er rasch zum Stammspieler avancierte. Im Sommer 2018 stand Rhein beim 4:0-Testspielerfolg gegen den FK Dukla Prag das erste Mal für die Profis auf dem Platz, nachdem er nach gut einer Stunde für Kapitän Hanno Behrens eingewechselt worden war. Beim 1:1 im Heimspiel gegen Eintracht Frankfurt am 28. Oktober 2018 stellte ihn Cheftrainer Michael Köllner von Beginn an auf, bei seinem Debüt im Profibereich spielte Rhein über 90 Minuten. Am 29. November 2018 unterschrieb Rhein einen bis Juni 2021 gültigen Profivertrag beim FCN.
Zum 8. Spieltag der Drittligasaison 2019/20 wurde der Mittelfeldspieler zur Erlangung von Spielpraxis bis Saisonende an die Würzburger Kickers verliehen. Zusammen mit einem anderen Leihspieler, Fürths Patrick Sontheimer, bildete der Stammspieler Rhein, der krankheitsbedingt lediglich zwei Saisonspiele verpasste, häufig eine „Doppelsechs“. Gemeinsam stiegen sie mit den Kickers in die 2. Bundesliga auf und wurden auf der Position „Mittelfeld defensiv“ in die Rangliste des deutschen Fußballs aufgenommen.
Zum 1. Januar 2021 wechselte Rhein zum Drittligisten Hansa Rostock, bei dem er einen Vertrag bis zum 30. Juni 2022 erhielt. Bereits am 9. Januar 2021 stand er in der Partie am 18. Spieltag der Saison 2020/21 gegen Unterhaching in der Startelf der Hanseaten. Rhein avancierte zum Leistungsträger der Ostseestädter und brachte es unter Hansa-Trainer Jens Härtel bis zum Saisonende, an dem er am 22. Mai 2021 mit Rostock in die 2. Bundesliga aufstieg, auf 19 Einsätze.
Im Mai 2022 verlängerte er seinen auslaufenden Vertrag in Rostock um zwei Jahre bis 2024. Im Sommer 2024 verlässt er den Verein.

## Erfolge
Hansa Rostock
- Aufstieg in die 2. Bundesliga: 2021